# Hiszpania na Zimowych Igrzyskach Paraolimpijskich 1984
Hiszpanię na Zimowych Igrzyskach Paraolimpijskich 1984 w Innsbrucku reprezentowało 4 zawodników w 1 dyscyplinie sportowej.
Reprezentacja Hiszpanii nie zdobyła żadnych medali.

## Narciarstwo alpejskie
Mężczyźni
- Jordi Faurat Prat – slalom gigant, slalom, bieg zjazdowy – LW2
- Eduardo Norberto – slalom – LW2
- Ramon Usabiaga A. Usandi – slalom gigant, slalom – LW2
- Jordi Ylla – slalom gigant – LW2